# Carychiinae
Carychiinae – takson obejmujący wyłącznie lądowe ślimaki płucodyszne (Pulmonata) o wrzecionowatej muszli, klasyfikowany w randze podrodziny (Carychiinae) w obrębie rodziny Ellobiidae. Niektóre źródła klasyfikują go jako rodzinę (Carychiidae).
W Polsce występują dwa gatunki: białek malutki (Carychium minimum) i białek wysmukły (Carychium tridentatum), obydwa są pospolite w wilgotnych i średnio wilgotnych środowiskach.

## Systematyka
Podrodzina obejmuje następujące współcześnie występujące rodzaje:
- Carychiella Strauch, 1977
- Carychium O.F. Müller, 1773 – o holarktycznym zasięgu występowania
- Coilostele W.H. Benson, 1864
- Iberozospeum Jochum, Kneubühler, Prieto & Neubert, 2022
- Koreozospeum Jochum & Prozorova, 2015
- Zospeum Bourguignat, 1856 – występujące w Europie

oraz rodzaje wymarłe, znane tylko ze szczątków kopalnych:
- Carychiopsina Kadolsky, 2020 †
- Carychiopsis F. Sandberger, 1872 †
- Ovicarychium Kadolsky, 2020 †
- Turricarychium Kadolsky, 2020 †
- Zuella Kadolsky, 2020 †

Rodzajem typowym podrodziny jest Carychium.